# Nakpadon
Nakpadon (hebrejsky נקפדון‎) je těžký obrněný transportér na pásovém podvozku, který je ve výzbroji Izraelských obranných sil (IDF). Jeho původ lze dohledat až k tankům Centurion, které Izrael předělal do obrněných transportérů Nagmashot, které později byly přestavovány na obrněné transportéry Nakpadon a Nagmachon. Na přelomu století sloužilo v IDF okolo 400 obrněných transportérů Nakpadon.

## Popis
Obrněný transportér využívá podvozek tanku Centurion. Oproti Nagmashotu bylo jeho pancéřování zesíleno a byl doplněn o reaktivní pancéřování 2. generace. Další zdroj uvádí, že boční (sklopné) reaktivní pancéřování je 3. generace. O jeho pohon se stará vznětový motorem AVDS 1790-6A s výkonem 900 koní. Stejný motor používá také hlavní bojový tank Merkava Mk.1. Standardně je obrněný transportér vyzbrojen kulomety FN MAG ráže 7,62 mm, ale některé kusy mohou být vybaveny kulomety ráže 12,7 mm. Obrněné transportéry jsou rovněž vybaveny rušičkami Shalgon, která má obrněné transportéry chránit proti IED.

## Služba
Do výroby se obrněné transportéry dostaly v 90. letech 20. století a jejich služba probíhala při operacích IDF proti Libanonu, byly rovněž spatřeny při operacích v Gaze a na severu Izraele.